# Delavays Tanne
Delavays Tanne (Abies delavayi) ist eine Pflanzenart aus der Familie der Kieferngewächse (Pinaceae). Ihr Verbreitungsgebiet liegt im Südosten Asiens.

## Beschreibung
Delavays Tanne wächst als immergrüner Baum, der Wuchshöhen von 25 Metern, in Ausnahmefällen bis zu 40 Metern, und Brusthöhendurchmesser von 1 bis 1,5 Metern erreichen kann. Die Krone ist pyramidenförmig. Die raue, längsrissige Borke ist graubraun gefärbt. Junge Zweige haben eine rotbraune bis braune Rinde, die nur selten eine Behaarung aufweist. Bei zwei- bis dreijährigen Zweigen färbt sich die Rinde dunkler.
Die kugeligen Winterknospen sind harzig. Die dunkelgrünen Nadeln werden 1,5 bis 3 Zentimeter lang und 1,7 bis 2,5 Millimeter breit. Sie sind meistens gerade, gekrümmt oder s-förmig. Sie stehen zweireihig spiralig oder sternförmig angeordnet an den Zweigen. An der Nadelunterseite findet man zwei weiße Stomatabänder.
Die Blütezeit umfasst den Monat Mai. Die kurz gestielten Zapfen sind zylindrisch bis eiförmig-zylindrisch geformt. Sie werden 6 bis 11 Zentimeter lang und 3 bis 4 Zentimeter dick. Zur Reife im Oktober sind sie schwarz gefärbt. Die verkehrt-eiförmigen Samen haben einen braunen Flügel.

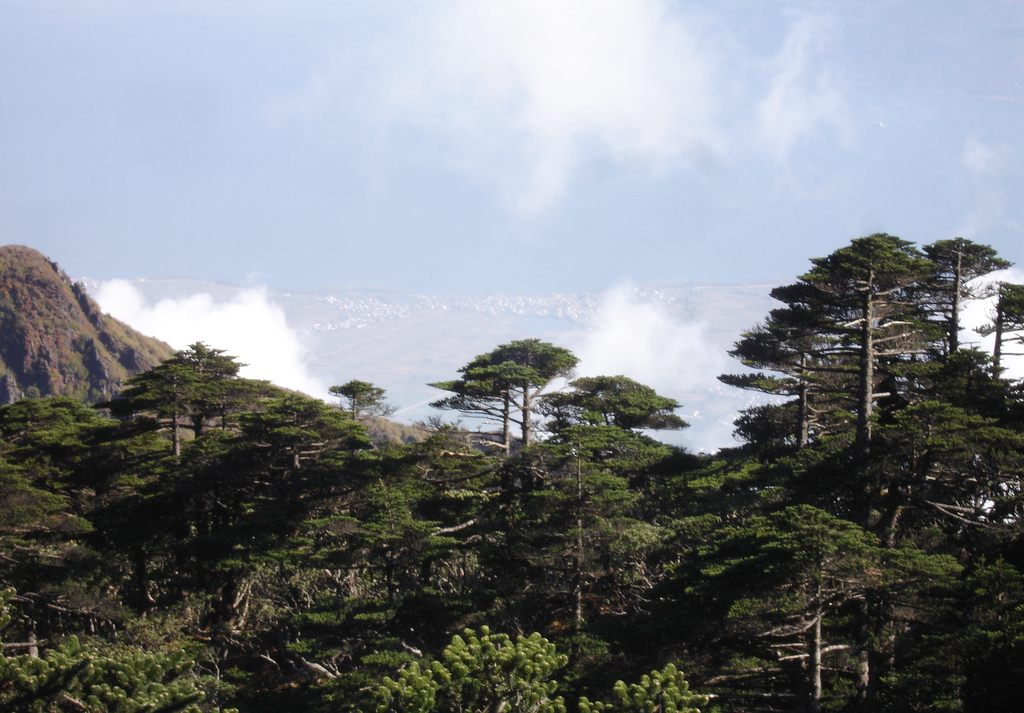
Delavays Tanne (Abies delavayi) in Yunnan

## Verbreitung und Standort
Das natürliche Verbreitungsgebiet von Delavays Tanne umfasst den indischen Bundesstaat Arunachal Pradesh, den Norden Myanmars und Vietnams sowie den Nordwesten der chinesischen Provinz Yunnan, die Flusstäler Sichuans und den Südosten des Autonomen Gebietes Tibet.
Delavays Tanne wächst in Höhenlagen zwischen 2400 und 4300 Metern an Standorten mit hohen jährlichen Niederschlägen zwischen 1000 und 3000 mm. Die Standorte zeichnen sich durch kühle Sommer und kalte, langanhaltende Winter aus. Die Böden sind meist von Oktober bis April mit Schnee bedeckt. Die Art wächst meist auf graubraunen Podsolböden.
Delavays Tanne bildet vor allem an Nordhängen nahe der Baumgrenze Reinbestände oder Mischbestände mit anderen Nadelbaumarten wie der Sargent-Fichte (Picea brachytyla) und der Likiang-Fichte (Picea likiangensis). In niedrigeren Lagen bildet sie meist Mischbestände mit der Roten China-Birke (Betula albosinensis), Betula platyphylla, Quercus semecarpifolia, dem Formosa-Wacholder (Juniperus formosana), der Taiwan-Hemlocktanne (Tsuga chinensis) und der Himalaya-Hemlocktanne (Tsuga dumosa).

## Systematik
Delavays Tanne wird innerhalb der Gattung der Tannen (Abies) der Sektion Pseudopicea und der Untersektion Delavayianae zugeordnet. Sie wurde nach ihrem Entdecker, dem französischen Missionar und Pflanzensammler Pierre Jean Marie Delavay benannt, der diese Tannenart in Höhenlagen zwischen 3500 und 4000 Meter am Cangshan bei Dali in Yunnan im April 1887 sammelte. Die Beschreibung der Art Abies delavayi durch den französischen Botaniker Adrien René Franchet ist 1899 veröffentlicht worden. Unter diesem Taxon, teils auch als Varietät oder Unterart innerhalb dieser Art, wurden früher mehrere ostasiatische Taxa subsumiert, die heute anders benannt werden und als selbständige Taxa gelten. Beispiele hierfür sind Abies beshanzuensis M.H.Wu, Abies fabri (Mast.) Craib, Abies fargesii var. faxoniana (Rehder & E.H.Wilson) Tang S.Liu, Abies forrestii Coltm.-Rog. und Abies ziyuanensis L.K.Fu & S.L.Mo.

### Varietäten
Die Art wird in drei oder vier Varietäten unterteilt:
- Abies delavayi var. delavayi die Typusvarietät. Diese Varietät kommt in Südost-Tibet, Nordwest-Yunnan sowie den Norden Myanmars vor. Man findet sie dort in Höhenlagen von 3300 bis 4300 Metern.[1]
- Abies delavayi var. motuoensis W.C.Cheng & L.K.Fu kommt im Südosten Tibets in Höhenlagen von 3000 bis 3800 Metern vor. Diese Varietät unterscheidet sich von der Typusvarietät durch die blasseren und dicht rostbraun behaarten jungen Triebe sowie die mit 2 bis 3,2 Zentimeter etwas längeren Nadeln, die weniger dicht als bei der Typusvarietät stehen.[1]
- Abies delavayi var. nukiangensis (W.C.Cheng & L.K.Fu) Farjon & Silba (Syn.: Abies nukiangensis W.C.Cheng & L.K.Fu) kommt im Nordosten Indiens, Nordmyanmar, Nordvietnam, Nordwest-Yunnan sowie Sichuan in Höhenlagen von 2400 bis 3000 Metern vor. Sie unterscheidet sich von der Typusvarietät durch in der Länge variablere, aber mit einer Länge von bis zu 4,3 Zentimeter meist längeren Nadeln, die mit 1,5 bis 2,8 Millimeter auch breiter sind. Die jungen Triebe sind purpurbraun und unbehaart.[1]

Nach WCSP kommt noch eine Varietät hinzu:
- Abies delavayi subsp. fansipanensis (Q.P.Xiang, L.K.Fu & Nan Li) Rushforth (Syn.: Abies fansipanensis Q.P.Xiang, L.K.Fu & Nan Li): Sie kommt im nördlichen Vietnam vor.[4]

## Nutzung
Das Holz von Delavays Tanne wird als Bauholz und Konstruktionsholz, daneben auch für Möbel und zur Papierherstellung genutzt. Aus der Rinde kann Tannin gewonnen werden.

## Gefährdung und Schutz
Delavays Tanne wird in der Roten Liste der IUCN als „nicht gefährdet“ geführt. Es wird darauf hingewiesen, dass eine neuerliche Überprüfung der Gefährdung nötig ist.

### Einzelreferenzen
1. 1 2 3 4 5 6 7 8 9 10 11 12  Christopher J. Earle: Abies delavayi. In: The Gymnosperm Database. 24. Februar 2011, abgerufen am 4. November 2011 (englisch).
2. ↑  Abies delavayi. In: Germplasm Resources Information Network - (GRIN). USDA, abgerufen am 30. Dezember 2010 (englisch).
3. ↑  Abies delavayi. In: The Plant List. Abgerufen am 3. Januar 2011 (englisch).
4. ↑  Abies. In: POWO = Plants of the World Online von Board of Trustees of the Royal Botanic Gardens, Kew: Kew Science, abgerufen am 5. April 2019.
5. ↑  Abies delavayi in der Roten Liste gefährdeter Arten der IUCN 2010. Eingestellt von: Conifer Specialist Group, 1998. Abgerufen am 3. Jänner 2011.